# Josep Maria Coll i d'Alemany
Josep Maria Coll i d'Alemany (Barcelona, 1934 - Sant Cugat del Vallès, 20 de desembre de 2017) fou un filòsof i eclesiàstic català.
Doctor en Filosofia per la Universitat de Barcelona (1988), llicenciat en Teologia per la Universitat d'Innsbruck (1966) i diplomat en Psicologia per la Universitat Complutense de Madrid (1964), fou membre de la Companyia de Jesús des del 1953 i va ser ordenat sacerdot el 1965. Fou un pensador personalista i catedràtic de Filosofia de la Universitat Ramon Llull, on va impartir les assignatures de Metafísica, L'antropologia dels personalistes, i Estatut i mètodes de la filosofia, així com nombrosos cursos de doctorat, que es van centrar en els autors: Gustav Siewerth, Ferdinand Ulrich i Hans Urs von Balthasar. Va ser professor de la Facultat de Teologia de Catalunya (Institut de Teologia Fonamental, a Sant Cugat del Vallès) i va presidir el primer equip rector de la Universitat Ramon Llull (1991 a 1994) sent degà de la seva Facultat de Filosofia de 1989 a 1998.
Va ser president de l'Institut d'Estudis Humanístics Miquel Coll i Alentorn, entre els anys 1996 i 2007, i va presidir el Consell Assessor d'aquesta entitat, que porta el nom del seu pare. També va ser membre de la Societat Catalana de Filosofia (Institut d'Estudis Catalans), de l'Istituto Internazionale Jacques Maritain de Roma i del Consell Assessor de la Fundació Joan Maragall, Cristianisme i Cultura.

## Publicacions principals
- "Criteris d'interpretació del magisteri eclesiàstic", dins Analecta Sacra Tarraconensia (1969).
- "Relación y distinción entre filosofía y teología" dins Estudios Eclesiásticos (1971).
- "Personalismo, pensar dialógico y fe teologal", dins Pensamiento (1973).
- "La creació, mite i realitat", dins: Evangelista Vilanova i altres, La salvació cristiana, mite i realitat, Barcelona 1981.
- Synthesis fidei. La teologia i la filosofia a la recerca de llur unitat, Barcelona 1988.
- "La intersubjetividad en Heidegger", dins Taula-Quaderns de Pensament (1990).
- Filosofía de la relación interpersonal. Profundización metodológica del personalismo y lectura crítica de Sartre, en dos toms, Barcelona 1990.
- "Condizioni dell'apporto di filosofia e teologia al progresso dell'Europa", dins: Giovanni Ferretti (ed.), Filosofia e teologia nel futuro dell'Europa, Gènova 1992.
- Miquel Coll i Alentorn i la formació humana. Acte inaugural de l'INEHCA, Barcelona 1995.
- "És personalista la filosofia de la comunicació existencial de Jaspers?", dins: Josep Rius-Camps i Francesc Torralba (eds.), Pensar en diàleg. Miscel·lània en homenatge al Professor Eusebi Colomer, Barcelona 1995.
- "Fichte i les ètiques del discurs", dins Comprendre (1999).
- "La ciutat tancada (Johann G. Fichte, Der geschlossene Handelsstaat, 1790)", dins: Josep Olives Puig (coord.), Idees de ciutat i ciutadania, Barcelona 1999.
- "Hans Urs von Balthasar (1905-1988)", dins: Pere Lluís Font (ed.), 10 pensadors cristians del segle XX, Barcelona 1999; i dins: Pere Lluís Font (coord.), Història del pensament cristià. Quaranta figures, Barcelona 2002.
- "Visió sobre la Universitat a Catalunya", dins: Josep Gallifa i Francesc Pedró (eds.), Quin futur té la Universitat? Vint visions sobre la Universitat a Catalunya, Barcelona 2001.
- "És possible una teologia cristiana del pluralisme religiós?", dins Ars Brevis (2001).
- "Mounier i els corrents personalistes", dins: Josep M. Coll i altres, Emmanuel Mounier i el personalisme, Barcelona 2002.
- "Cloenda", dins: Conrad Vilanou i Josep Monserrat (eds.), Mestres i Exili. Jornades d'estudi i reflexió, Barcelona 2003.
- "Introducció", dins: Xavier Bru de Sala i Carme Dropez (coords.), Exili interior, represa i transició, Barcelona 2003.
- "Pòrtic", dins: Josep Monserrat Molas i Pompeu Casanovas (eds.), Pensament i Filosofia a Catalunya. I: 1900-1923, Barcelona 2003.
- "Pluralitat de religions i diàleg interreligiós", dins Diàlegs (2004).
- "La plenitud de l'encontre entre el jo i el tu", dins Sofia (2004).
- "El dedins del diàleg", dins: Sergi Gordo i Rodríguez (ed.), El dedins del diàleg. Acte d'homenatge a Eusebi Colomer i Pous (1923-1997), Barcelona 2004.
- "Miquel Coll i Alentorn y el personalismo", dins: Carlos Díaz Hernández (ed.), I Congreso Internacional de Personalismo Comunitario: democracia, persona y participación social. (Madrid 24-26 julio 2005). Actas, Madrid 2005.
- "Fides et Ratio. Relación fe-razón", dins: Joan Llidó i Herrero (dir.), VII Encuentro Diálogo Fe-Cultura. "Interpelaciones entre ciencia y teología", Castelló 2005.
- "Karol Wojtyla, entre las filosofías de la persona y el personalismo dialógico", dins: Juan Manuel Burgos (ed.), La filosofía personalista de Karol Wojtyla, Madrid 2007.
- "Cloenda", dins: Francesc-Marc Álvaro (ed.), Memòria històrica, entre la ideologia i la justicia, Barcelona 2007.
- "Les ambigüitats, gairebé inevitables, en parlar de les relacions entre la fe i la raó", dins: Armand Puig (ed.), El diàleg fe-raó. El discurs de Benet XVI a Ratisbona, Barcelona 2008.